# Сондріо (провінція)
Провінція Сондріо (італ. Provincia di Sondrio) — провінція в Італії, у регіоні Ломбардія. 
Площа провінції — 3 212 км², населення — 183 130 осіб.
Столицею провінції є місто Сондріо.

## Географія
Межує з Швейцарією (Граубюнден), на заході з провінцією Комо і провінцією Лекко, на півдні з провінцією Бергамо і на сході з провінцією Брешія і з регіоном Трентіно-Альто-Адідже (провінцією Тренто і провінцією Больцано).

## Основні муніципалітети
Найбільші за кількістю мешканців муніципалітети (ISTAT, 31/12/2007):
| Ном. | Муніципалітет     | Населення (осіб) | Площа (км²) | Густота (ос/км²) | Висота (м.н.р.м.) |
| ---- | ----------------- | ---------------- | ----------- | ---------------- | ----------------- |
| 1°   | Сондріо           | 22.214           | 20          | 1111             | 286               |
| 2°   | Морбеньйо         | 11.879           | 15          | 792              | 262               |
| 3°   | Тірано            | 9.151            | 32          | 286              | 441               |
| 4°   | К'явенна          | 7.336            | 11          | 667              | 333               |
| 5°   | Лівіньйо          | 5.680            | 211         | 27               | 1816              |
| 6°   | Козіо-Вальтелліно | 5.292            | 23          | 230              | 231               |
| 7°   | Тельйо            | 4.785            | 115         | 42               | 900               |
| 8°   | Грозіо            | 4.752            | 127         | 37               | 656               |
| 9°   | Таламона          | 4.648            | 21          | 221              | 285               |
| 10°  | Сондало           | 4.364            | 96          | 45               | 940               |